# Johannes Steuchius
Johannes Steuchius (o Steuch; Härnösand, 3 gennaio 1676 – Uppsala, 21 giugno 1742) è stato un arcivescovo luterano svedese, arcivescovo di Uppsala dal 1730 fino alla sua morte.
Era figlio del precedente arcivescovo, Mattias Steuchius.
Prima di diventare primate della Chiesa di Svezia, fu professore di logica e metafisica presso l'Università di Uppsala.

## Successione apostolica
- Papa Clemente VII
- Vescovo Petrus Magni
- Arcivescovo Laurentius Petri
- Vescovo J.J. Vestrogothus
- Vescovo Petrus Benedicti
- Arcivescovo Abraham Angermannus
- Arcivescovo Petrus Kenicius
- Arcivescovo Olaus Martini
- Arcivescovo Laurentius Paulinus Gothus
- Vescovo Jonas Magni
- Arcivescovo Johannes Canuti Lenaeus
- Arcivescovo Johan Baazius il Giovane
- Arcivescovo Olov Svebilius
- Arcivescovo Erik Benzelius il vecchio
- Vescovo Jesper Svedberg
- Arcivescovo Johannes Steuchius